# پیاده‌روی ستارگان، هنگ کنگ

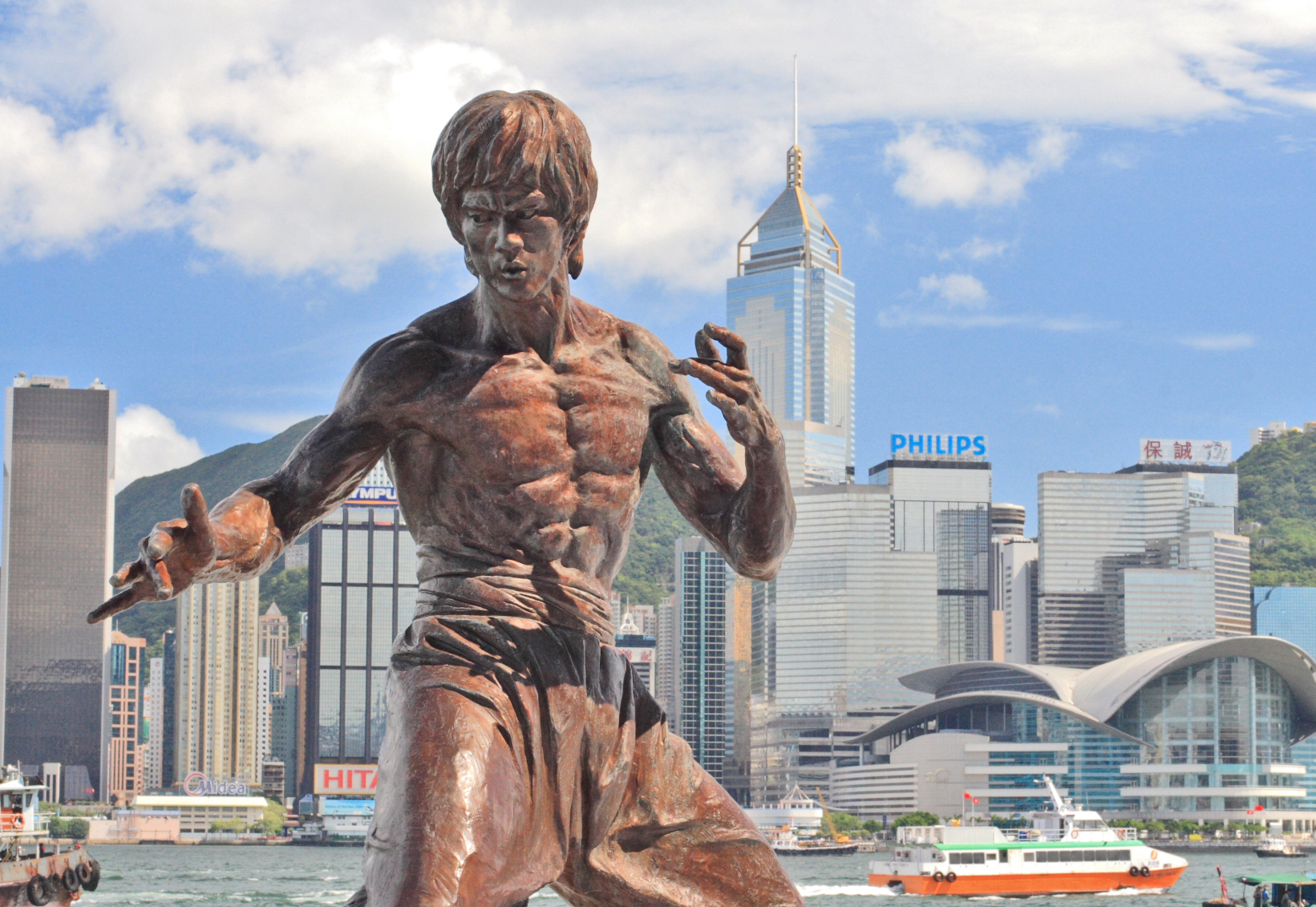
تندیس بروس لی در هنگ کنگ

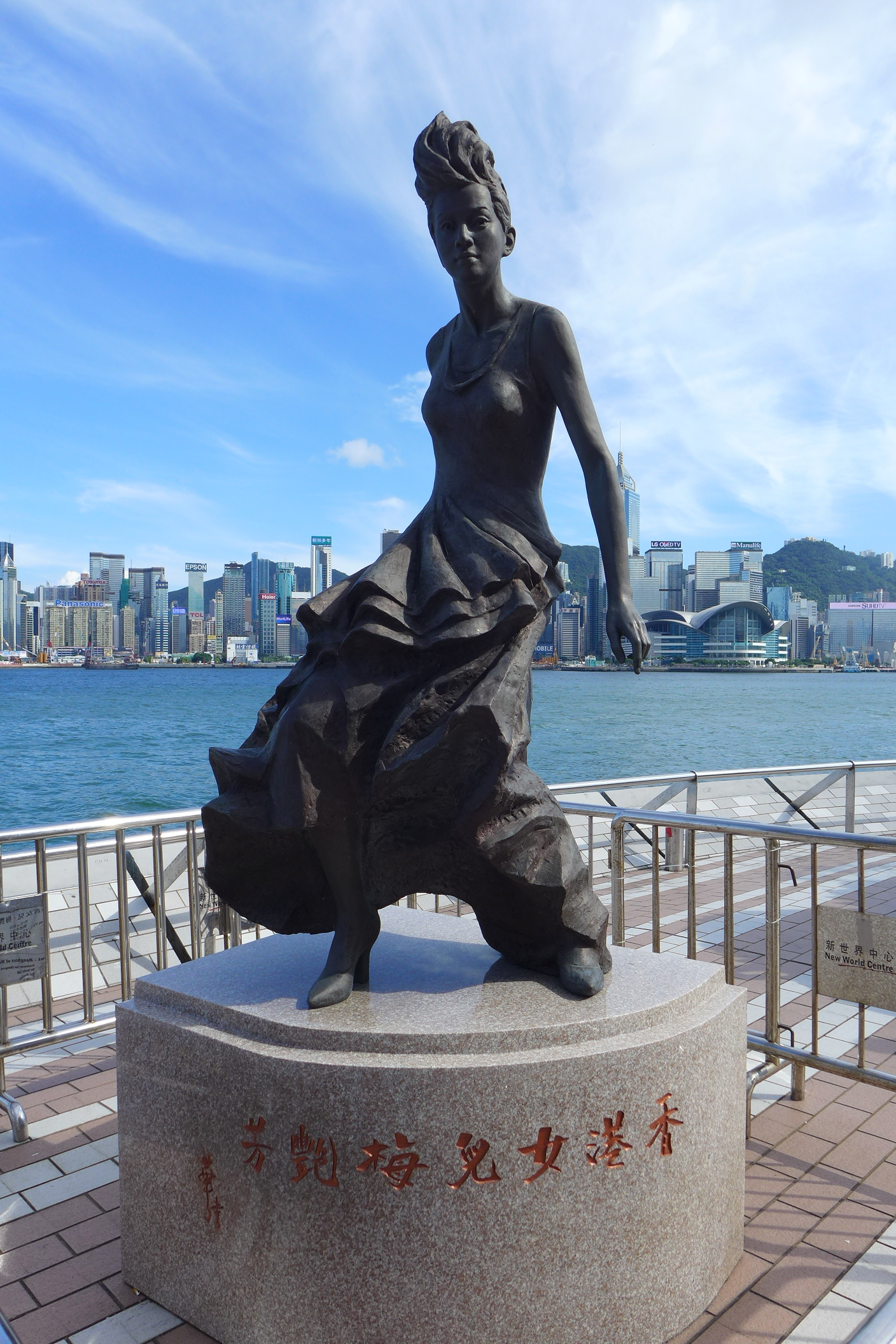
تندیس آنیتا موی در هنگ کنگ

پیاده‌روی ستارگان، هنگ کنگ (انگلیسی: Avenue of Stars, Hong Kong) که با الهام از پیاده‌روی مشاهیر هالیوود ایجاد شده است، در کنار «ویکتوریا هاربر» (اسکلهٔ ویکتوریا) در محلهٔ «تسیم شا تسویی» در هنگ کنگ واقع شده است.
این پیاده‌رو به منظور ارج نهادن بر ستارگان سینمای هنگ کنگ بنیان نهاده شده است.